# Wolfgang Petersen
Wolfgang Petersen (Emden, 14 marzo 1941 – Los Angeles, 12 agosto 2022) è stato un regista e sceneggiatore tedesco.
Negli anni 80 divenne noto per i film tedeschi di successo internazionale U-Boot 96 e La storia infinita. In seguito girò numerosi blockbuster a Hollywood come Nel centro del mirino, Virus letale, Air Force One, La tempesta perfetta e Troy.

## Biografia
Già ai tempi delle scuole superiori realizzò i primi cortometraggi. Dal 1960 al 1964 fu assistente alla regia allo Junges Theater di Amburgo e frequentò una scuola di recitazione. Nel 1965 seguì corsi di storia del teatro presso le Università di Berlino e Amburgo. Dal 1966 frequentò la Deutsche Film und Fernsehakademie di Berlino: il suo saggio finale Ich werde dich töten, Wolf venne trasmesso anche dal NDR. Poi realizzò numerosi film televisivi, tra cui alcune puntate della popolare serie di telefilm gialla Tatort. Nel 1974 diresse il suo primo vero film, Einer von uns beiden, un giallo che lo segnalerà per le sue capacità tecniche.
Proprio questa caratteristica indusse la Bavaria Film, il centro di produzione maggiore della Repubblica Federale Tedesca, e uno dei più importanti d'Europa, a offrirgli nel 1980 la megaproduzione U-Boot 96: un film molto originale sia per le caratteristiche tecniche - ambientato quasi interamente in un sommergibile girato in stile hollywoodiano con una precisione quasi documentaristica - sia per il tema storiografico (la seconda guerra mondiale vista da soldati tedeschi) che cercava di ribaltare lo stereotipo del soldato tedesco insensibile e crudele. La comunità internazionale riconobbe il valore della pellicola che ottenne sei candidature all'Oscar tra cui miglior regia e miglior sceneggiatura.
A Petersen, sull'onda del successo, venne allora affidato il kolossal La storia infinita (1984), la produzione tedesca più costosa del dopoguerra (60 milioni di marchi), che incassò molto più del film precedente. Da allora in poi il cammino del regista fu in continua ascesa: nel 1985 realizzò il suo primo lavoro interamente americano, Il mio nemico, per la 20th Century Fox, un film di fantascienza tratto da un romanzo di Barry B. Longyear, sull'amicizia creatasi tra un umano e un alieno in tempi di guerra galattica.
Fino ai primi anni duemila Petersen lavorò stabilmente negli Stati Uniti, dove le sue capacità tecniche e narrative gli avevano spalancato le porte di Hollywood. Si cimentò in generi molto diversi, il film di guerra, il fantasy, la fantascienza, il thriller e i film d'azione, tutti con un aspetto in comune, la necessità di immagini molto spettacolari. Nel 2010 lavorò alla trasposizione live action dell'anime giapponese Paprika - Sognando un sogno.
Petersen è morto a 81 anni nel 2022, per un tumore al pancreas.

## Vita privata
Si è sposato due volte, dapprima con l'attrice Ursula Sieg, da cui ha avuto un figlio, Daniel (1968); nel 1978 ha divorziato e nello stesso anno si è risposato con la sua assistente Maria-Antoinette Borgel, conosciuta sul set del film Smog (1973).

## Filmografia

### Produttore
- Prova schiacciante (Shattered), regia di Wolfgang Petersen (1991)
- Virus letale (Outbreak), regia di Wolfgang Petersen (1995)
- Air Force One, regia di Wolfgang Petersen (1997)
- Troy, regia di Wolfgang Petersen (2004)
- Poseidon, regia di Wolfgang Petersen (2006)
- Vier gegen die Bank, regia di Wolfgang Petersen (2016)

### Regista
- Ich werde dich töten, Wolf (1971)
- Einer von uns beiden (1974)
- U-Boot 96 (Das Boot) (1981)
- La storia infinita (Die Unendliche Geschichte, 1984)
- Il mio nemico (Enemy Mine, 1985)
- Prova schiacciante (Shattered, 1991)
- Nel centro del mirino (In the Line of Fire, 1993)
- Virus letale (Outbreak, 1995)
- Air Force One (1997)
- La tempesta perfetta (The Perfect Storm, 2000)
- Troy (2004)
- Poseidon (2006)
- Vier gegen die Bank (2016)

### Sceneggiatore
- Ich werde dich töten, Wolf, regia di Wolfgang Petersen (1971)
- U-Boot 96 (Das Boot), regia di Wolfgang Petersen (1981)
- La storia infinita (Die Unendliche Geschichte), regia di Wolfgang Petersen (1984)
- Prova schiacciante (Shattered), regia di Wolfgang Petersen (1991)